# Relaciones Mozambique-Portugal
Las relaciones Mozambique-Portugal son las relaciones exteriores entre la República de Mozambique y la República Portuguesa. Ambos son miembros de la Comunidad de Países de Lengua Portuguesa. Mozambique obtuvo su independencia de Portugal en 1975 después de la guerra de Independencia de Mozambique.

## Asistencia portuguesa
Las empresas portuguesas son el segundo mayor inversor privado en Mozambique.
En julio de 2008, Mozambique y Portugal firmaron un acuerdo para establecer un fondo para apoyar inversiones por valor de USD124 millones en el sector energético de Mozambique.
En julio de 2008, Portugal canceló las deudas restantes de Mozambique con Portugal, estimadas en US $ 393,4 millones, acumuladas desde la independencia hasta 2005.

## Misiones diplomáticas residentes
- Mozambique tiene una embajada y consulado-general en Lisboa y un consulado-general en Oporto.
- Portugal tiene una embajada en Maputo y un consulado-general en Beira.

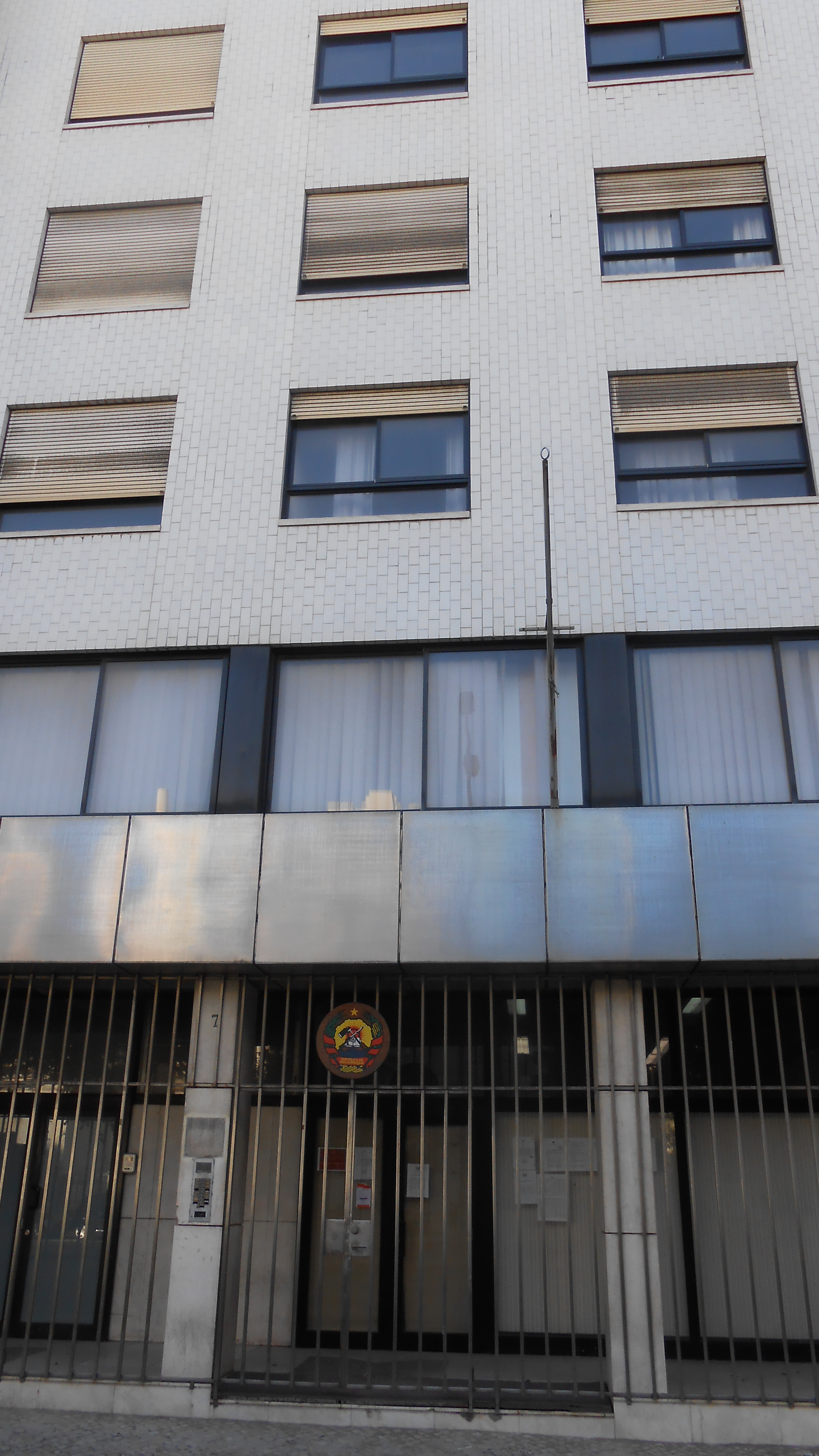
Embajada de Mozambique en Lisboa
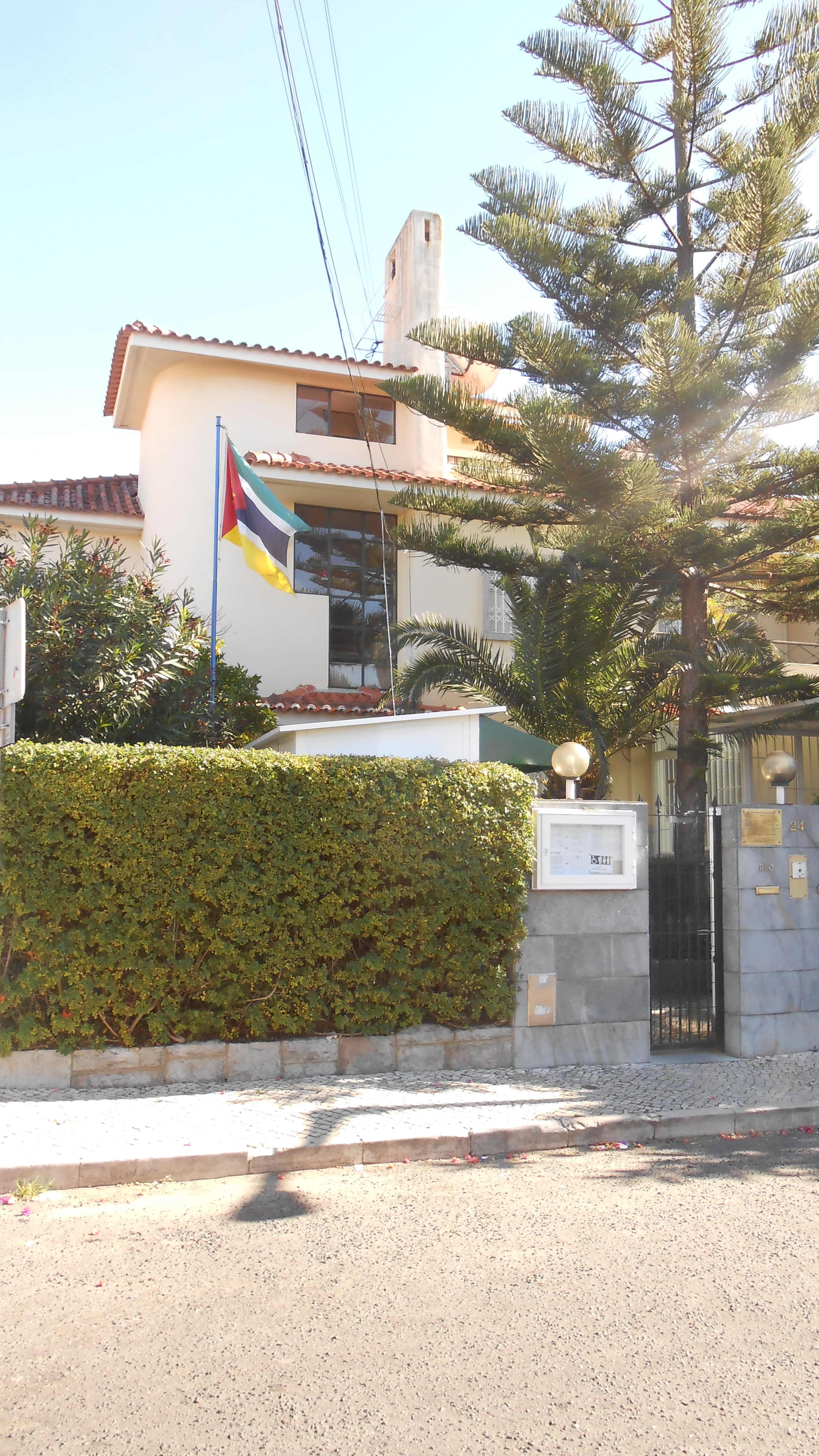
Consulado-General de Mozambique en Lisboa
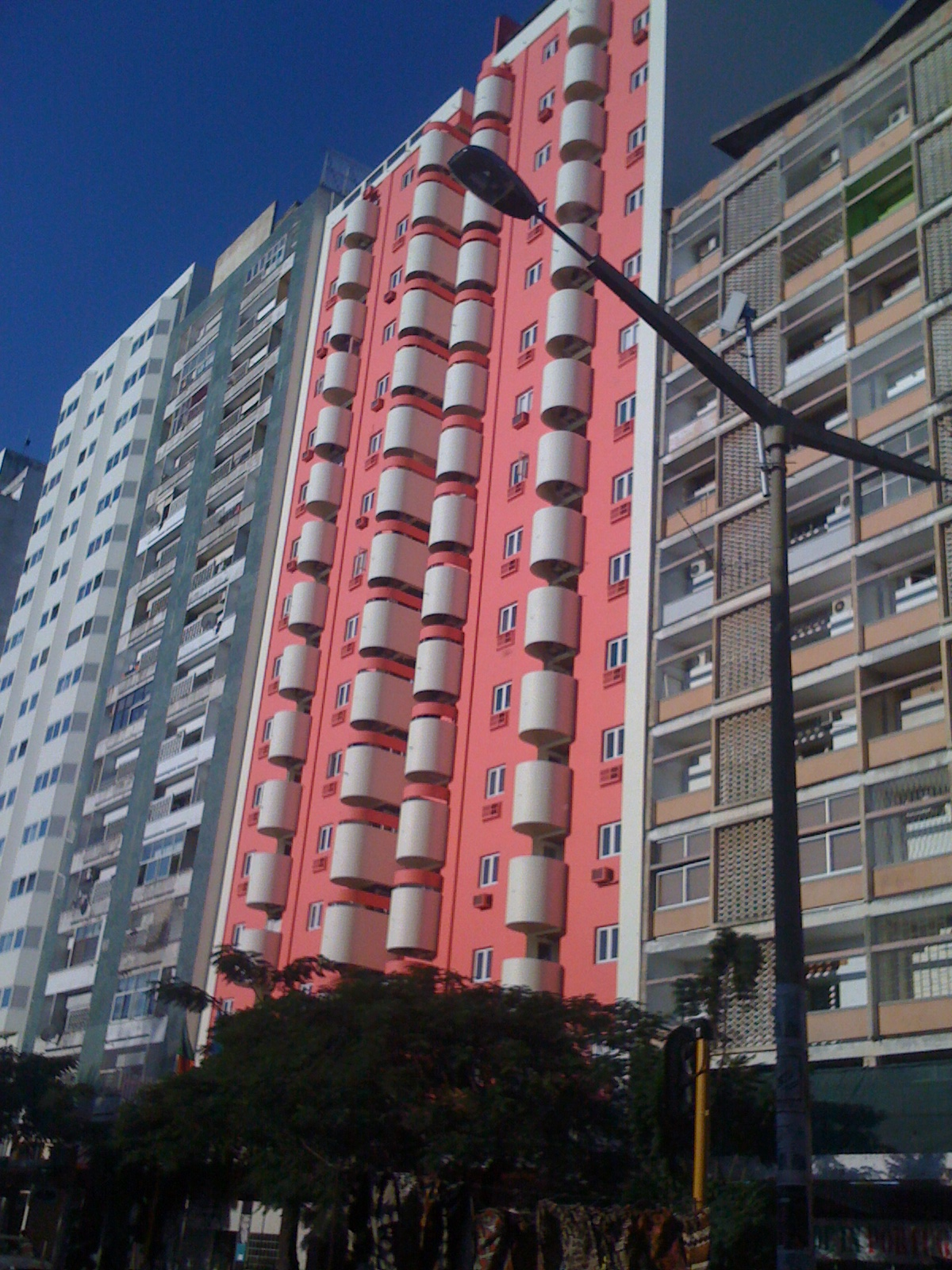
Embajada de Portugal en Maputo